# Xã Steele, Quận Daviess, Indiana
Xã Steele (tiếng Anh: Steele Township) là một xã thuộc quận Daviess, tiểu bang Indiana, Hoa Kỳ. Năm 2010, dân số của xã này là 903 người.